# Boophis calcaratus
Boophis calcaratus es una especie de anfibio anuro de la familia Mantellidae.

## Distribución geográfica
Esta especie es endémica de Madagascar. Habita en el centro-este de la isla.

## Publicación original
- Vallan, Vences & Glaw, 2010 : Forceps delivery of a new treefrog species of the genus Boophis from eastern Madagascar (Amphibia: Mantellidae). Amphibia-Reptilia, vol. 31, p. 1-8.[4]